# Алтынэмель (хребет)
Алтынэмель (каз. Алтынемел) — горный хребет в Кербулакском районе Алматинской области Казахстана. Относится к горной системе Джунгарского Алатау. Сложен палеозойскими сланцами. Тянется с юго-запада на северо-восток. Длина хребта составляет 65 км, ширина — 6–15 км. Высшая точка — 2931 м. На юго-западе отделяется от хребта Матай перевалом Алтынэмель. На северо-востоке граничит с хребтом Кояндытау. По хребту Алтынэмель проходит водораздел рек Или и Каратал.